# 山西地方铁路集团
山西地方铁路集团有限责任公司，山西省人民政府的全资控股国有公司。从事山西省地方铁路基本建设及客货运输管理。正线里程328公里。
由山西省国资委及其下属的华远国际陆港集团有限公司对山西地铁集团实施领导管理。

## 历史
1995年11月成立山西省地方铁路局，对各地市的地方铁路局实施垂直管理，归口山西省交通厅。2003年改制为集团有限责任公司，归口山西省国资委。

## 公司架构
5个全资子公司
- 大同地方铁路公司
- 山西地方铁路集团煤炭运销有限公司
- 山西地方铁路集团宁静铁路公司
- 山西铁路煤炭集运维修技术服务有限公司
- 山西铁路实业总公司

4个控股子公司
- 山西孝柳铁路有限责任公司
- 山西武沁铁路有限公司
- 山西静静铁路有限责任公司
- 山西铁路工程建设监理有限公司